# Lumbrineris testudinum
Lumbrineris testudinum är en ringmaskart som beskrevs av Augener 1922. Lumbrineris testudinum ingår i släktet Lumbrineris och familjen Lumbrineridae. Inga underarter finns listade i Catalogue of Life.